# Vilko Ukmar
Vilko Ukmar (født 10. februar 1905 i Postojna, død 24. oktober 1991 i Kamnik, Slovenien) var en slovensk komponist og lærer.
Ukmar studerede kompostion på Musikkonservatoriet i Ljubljana og på Musikonservatoriet i Wien og derefter på Musikkonservatoriet i Zagreb. Han har skrevet 3 symfonier, orkesterværker, kammermusik, scenemusik, instrumentalværker og vokalmusik etc. Ukmar underviste i komposition på Musikkonservatoriet i Ljubljana og på Musicology Department of the Faculty of Arts. Han var ligeledes leder og kritiker på Ljubljana Opera.

## Udvalgte værker
- Symfoni nr. 1 (1957) - for orkester
- Symfoni nr. 2 "Symfonisk digt nr. 2" (1962) - for orkester
- Symfoni nr. 3 (1969) - for orkester